# 毛兴 (前秦)
毛興（4世纪？—386年），五胡十六国時代前秦将领，氐族人物。他的女儿毛氏是前秦高帝苻登的皇后。
毛興在前秦担任撫軍将軍。380年八月，苻坚任命抚军将军毛兴为都督河、秦二州诸军事及河州刺史，镇守枹罕。在河州分配氐族三千户定居。
383年，苻堅大举南征东晋，動員兵力一百万，指向建康，在淝水之战惨敗。归附前秦的諸部族开始反叛，关中乃至整个华北陷入大混乱。前秦皇族狄道县長苻登離任，投奔毛興治下的枹罕。当時，苻登之兄苻同成担任毛興的長史，毛興在他的劝说下任命苻登为司馬。毛興有事就召苻登商议，对他开玩笑说：「小司马可坐评事。」苻登出言見解符合事理，毛興对他非常服气，但是虽保持敬意，还是忌惮而不能委以重任。
384年四月，姚萇背叛前秦在北地建立後秦。当時，姚萇之弟姚硕德割据隴上，毛興与他長期对峙。
385年七月，前秦首都長安已被西燕皇帝慕容沖攻克，苻堅被姚萇擒获后誅殺。八月，得知苻堅亡故的消息，他的庶長子苻丕在晋陽即皇帝位。十一月，毛興派遣使者参见苻丕，商议立誓共討後秦。苻丕大喜，任命毛興担任车骑大将军，同时授予開府儀同三司，加散騎常侍，河州刺史進位河州牧。毛興的势力范围与晋陽相隔遥远，可独立行事。
386年正月，毛興与前秦益州牧王广不和，王广从陇右带领军队在枹罕攻打毛兴。毛興派建節将軍、臨清伯衛平率领他的宗属千七百多人夜袭王广，大败王广。二月，秦州牧王统派兵帮助王广攻打毛兴，毛兴环城自守。
四月，毛兴袭击王广获胜，王广逃奔秦州。陇西鲜卑匹兰擒获王广，把他送到后秦。毛興又想攻打王統坚守的上邽，枹罕諸氐都厌恶战事，于是就一起杀掉了毛兴，推举卫平为河州刺史。
毛興死时，对苻同成说：「与卿累年共击逆羌（後秦），事终不克，何恨之深！可以后事付卿小弟司马（苻登），殄硕德（姚碩德）者，必此人也。卿可换摄司马事。」苻丕战死后，苻登登基为前秦皇帝，封毛兴的女儿毛氏为皇后。